# Deutenhausen (Weilheim in Oberbayern)
Deutenhausen ist eine ehemalige Gemeinde und heute ein Gemeindeteil der Kreisstadt Weilheim in Oberbayern des Landkreises Weilheim-Schongau. Das Kirchdorf liegt knapp drei Kilometer südöstlich der Weilheimer Altstadt.

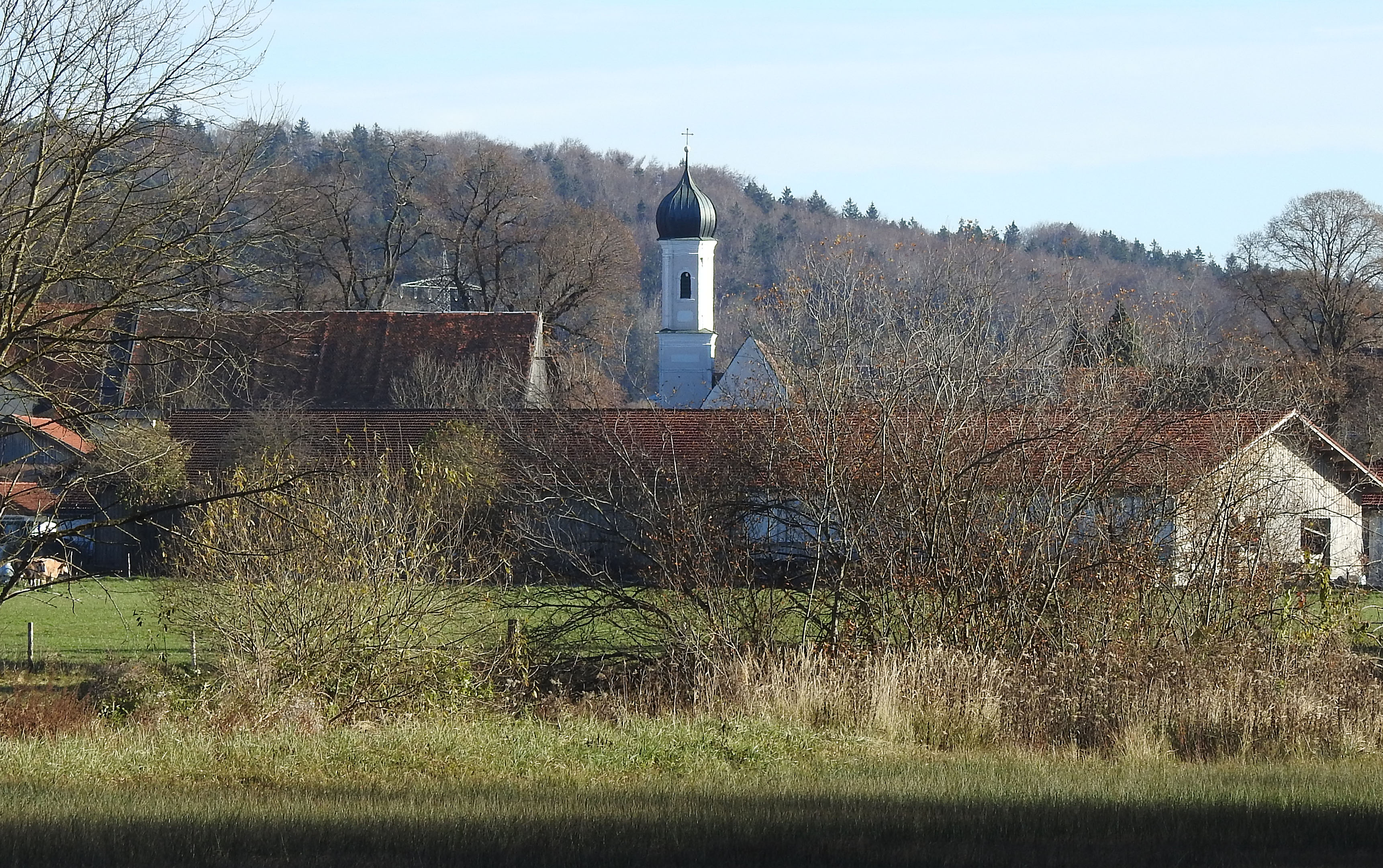
Deutenhausen von Westen

## Geographie
Deutenhausen liegt im eiszeitlichen Angerbachtal am Rand des Eberfinger Drumlinfeldes. Durch den Ort verläuft der Angerbach.

## Geschichte
Die älteste bekannte Erwähnung Deutenhausens stammt aus dem Jahr 1083, als der Churer Bischof Norbert von Hohenwart in einer Urkunde dem Chorherrenstift Habach Besitzungen in „Tutenhusen“ zuweist. Seit dieser Zeit ist auch die Existenz eines edlen Geschlechts „von Tutenhusen“ gesichert, das Anfang des 13. Jahrhunderts ausstarb und seinen Besitz in Deutenhausen dem Kloster Polling hinterließ.
Franz Sales Gailler erwähnt 1756 in Deutenhausen zehn Bauernhöfe. Davon gehörten sechs dem Kloster Polling, zwei dem Kloster Benediktbeuern und je eines dem Kloster Wessobrunn und der Kirche Deutenhausen.
Mit dem Ersten Gemeindeedikt entstand 1808 die politische Gemeinde, die neben dem Dorf selbst aus folgenden Ortsteilen bestand: Farchenbichl, Gabler, Gossenhofen, Hardtwiese (ab ca. 1950), Hirschberg am Haarsee (bis zum Ortschaften-Verzeichnis 1904 „Haarsee“), Marnbach, Rauchen, Rothsee. Die Gemeinde gehörte zum Landgericht Weilheim. 1880 wurde die Freiwillige Feuerwehr Marnbach-Deutenhausen gegründet. 1919 erfolgte der Anschluss an die Stromversorgung.
Der Zweite Weltkrieg endete für Deutenhausen am Abend des 29. April 1945 mit dem Einmarsch amerikanischer Truppen.
Im Zuge der Gebietsreform wurde am 1. Januar 1978 die gesamte Gemeinde nach Weilheim eingemeindet.

### Einwohnerentwicklung
|      | Dorf      | Dorf                              | Gemeinde  | Gemeinde                          |
| Jahr | Einwohner | Gebäude (ab 1885 nur Wohngebäude) | Einwohner | Gebäude (ab 1885 nur Wohngebäude) |
| ---- | --------- | --------------------------------- | --------- | --------------------------------- |
| 1825 | 81        | 12                                |           |                                   |
| 1864 | 71        | 27, 1 Kirche                      | 230       | 75                                |
| 1871 | 95        | 63                                | 251       | 158                               |
| 1885 | 82        | 15                                | 274       | 53                                |
| 1900 | 87        | 14                                | 270       | 53                                |
| 1925 | 114       | 17                                | 407       | 61                                |
| 1950 | 241       | 22                                | 760       | 74                                |
| 1970 | 136       |                                   | 502       |                                   |
| 1987 | 157       | 41                                | 582 1     | 151 1                             |
| 2000 | 235       |                                   |           |                                   |
| 2010 | 261       |                                   |           |                                   |
| 2017 | 283       |                                   |           |                                   |
| 2018 | 273       |                                   |           |                                   |
| 2019 | 256       |                                   |           |                                   |
| 2020 | 281       |                                   |           |                                   |
| 2021 | 285       |                                   |           |                                   |
| 2022 | 286       |                                   |           |                                   |

## Religion

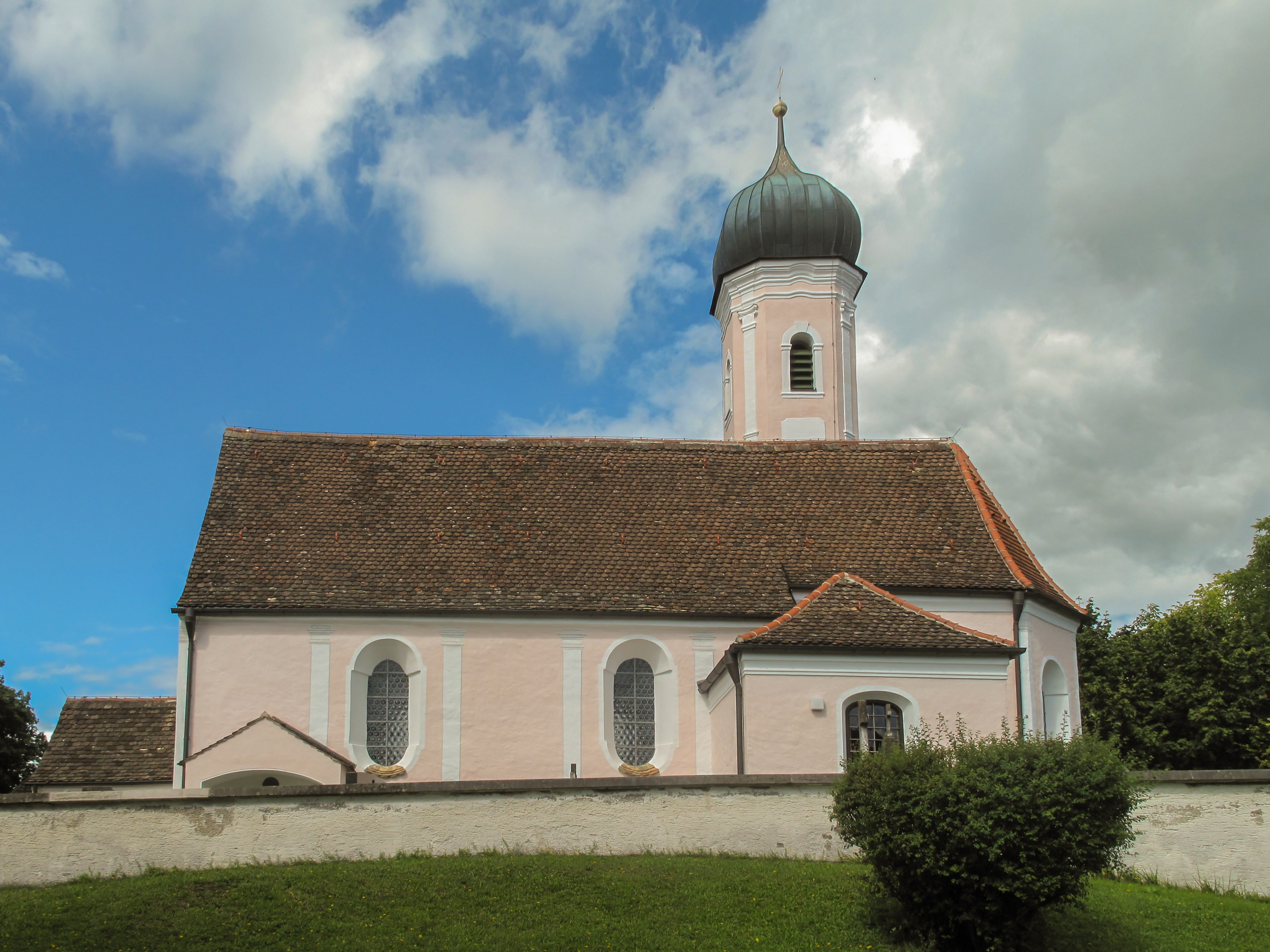
Filialkirche St. Johann

Seit 1199 gehörte die ehemalige Eigenpfarrei der Edlen von Deutenhausen mit seiner Pfarrkirche St. Johann zum Kloster Polling und wurde von dort aus excurrendo von einem Vikar betreut. Infolge der Säkularisation in Bayern kam Deutenhausen 1802 zur Pfarrei Eberfing. Im Jahr 1917 wurde die Expositur Marnbach zur selbständigen Pfarrei im Bistum Augsburg erhoben, Deutenhausen wurde unter Beibehaltung der pfarrlichen Rechte der Johanneskirche deren Filiale. Seit 2000 gehört diese Pfarrei zur Pfarreiengemeinschaft Weilheim.
1871 waren 97,2 % der Einwohner der Gemeinde römisch-katholisch, der Rest protestantisch. Daran änderte sich bis mindestens 1925 wenig (1885: 99,3 %; 1900: 96,7 %; 1925: 93,4 %). Die Protestanten gehören zur Kirchengemeinde Weilheim.

## Kultur und Sehenswürdigkeiten
1875 wurde ein Kirchenchor gegründet, 1879 ein Veteranenverein und 1890 folgte der (nicht mehr bestehende) Zimmerstutzenschützenverein. Seit 1975 besteht der „Sport- und Schützenverein Marnbach–Deutenhausen“. Jüngere Vereine sind der Verein für Gartenkultur für Marnbach-Deutenhausen, gegründet 2000, oder der Verein der Dorfjugend, der Theaterverein und der Trommlerverein.
Ein besonderes Bauwerk in Deutenhausen ist die Kirche St. Johann. Sie beinhaltet romanische, gotische und barocke Bauelemente. Die ursprünglich romanisch/gotische Kirche wurde ab 1668 barockisiert, 1709 wurde ein Gewölbe mit (Wessobrunner) Stuck und Malereien eingebaut. Der Hochaltar samt Figuren stammt von Franz Xaver Schmädl (1747), die zentrale Madonnenfigur von Hans Leinberger (1525). Weitere kostbare Ausstattungsstücke sind erhalten, unter anderem eine Votivtafel von 1733, die besonders kulturgeschichtlich wertvoll ist, da auf ihr das Dorf Deutenhausen abgebildet ist und dabei eine der ältesten Darstellungen eines Maibaums zu sehen ist.

## Wirtschaft und Infrastruktur

### Bildung
Seit Gründung der Schule in Marnbach 1796 bis zu deren Auflösung 1982 gehörte Deutenhausen zum dortigen Schulsprengel. Seither gehen alle Schüler nach Weilheim zur Schule.

### Verkehr
An Deutenhausen vorbei verläuft die Staatsstraße 2064 (Weilheim–Bad Tölz).
Deutenhausen ist durch zwei Bushaltestellen (Deutenhausen, Deutenhausen Riedlestraße) an das Netz des Regionalverkehrs Oberbayern angeschlossen. Es halten die Linien 9602 (Weilheim–Eberfing–Weilheim) und 9655 (Weilheim–Seeshaupt–Penzberg).

## Persönlichkeiten
Söhne und Töchter von Deutenhausen
- Familie Brey, Brauer-Familie im 19. Jahrhundert (Löwenbräu)

Personen, die in Deutenhausen wirkten
- Franz Töpsl (1711–1796), katholischer Theologe und Wissenschaftler, war 1740–1745 Vikar in Deutenhausen, dann Propst in Polling